# 杉浦健二郎
杉浦 健二郎（すぎうら けんじろう、1998年4月10日 - ）は、神奈川県相模原市南区出身のプロ野球選手（投手）。右投両打。フランスのプロ野球リーグであるディヴィジオン・アンのチームに所属。

## 経歴

### プロ入り前
相模原市立桜台小学校在学時
、1年生の時から野球を始め、同小学校に通う小学生で構成されたチーム「サンダース」でプレー。相模原市立相模台中学校までは野球部に所属しており、この時から全力で投げれば130km/hの直球を投げることができたという。しかし、2年生で肘、3年生春に肩を故障し、公式戦には未登板で、3年生夏は二塁手としてプレーしていた。
中学卒業後は怪我や指導の理不尽さから野球から離れ、神奈川県立麻溝台高等学校ではバドミントン部に所属。入部当初は全くの素人だったが、3年生時には個人ダブルスで県大会へ出場するまで成長した。3年生夏、兄から草野球の助っ人に誘われたことをきっかけに野球を再開する。
指定校推薦で中央大学法学部政治学科に進学したが、ここでも野球部には所属せず、野球サークル「中央大学Betrayers」に籍を置きつつ、相模原市の草野球チーム「相南キングドッグス」に所属するほか、自らが立ち上げた草野球チーム「相模台Raiders」でもプレー。3年時には軟式野球SWBCの日本代表にも選ばれた。
強肩や140km/hは出ていると言われた球速を草野球仲間から絶賛されていたことから、実力を試したいという気持ちで2019年11月にJR東日本野球部柏野球場で行われた独立リーグ・ルートインBCリーグのトライアウトを受験。草野球出身で硬球に慣れていない中で最速150km/hを記録したことが話題を呼び、同月15日に行われたドラフト会議において神奈川フューチャードリームスから新球団優先枠で指名を受けた。

### BCリーグ時代
春季キャンプ前の2020年2月3日から、藤沢翔陵高等学校グラウンドや慶應義塾大学下田グラウンドで行われた球団の合同自主トレに参加。特異な経歴から、2月20日放送『所さん!大変ですよ』（NHK総合）や2月27日放送『News Link』（テレビ神奈川）で杉浦が取り上げられた。3月13日に正式に選手契約合意。春からは大学を休学してリーグ戦に専念。オープン戦は右肘違和感の影響で大事を取って不出場だった。
監督の鈴木尚典は、杉浦を最初は中継ぎで起用し、徐々にイニングを伸ばしてシーズン中には先発登板を経験させる方針とした。6月27日の対埼玉武蔵ヒートベアーズ戦（フラワースタジアム）でBCリーグ公式戦デビュー。6対2で4点リードの6回から中継ぎで登板したが、先頭打者に四球を与えると、後続打者から2連打を浴び、1回を投げて被安打2、2失点、1四球という結果だった。自身3度目の登板となった7月24日の対埼玉武蔵ヒートベアーズ戦（フラワースタジアム）で初先発。3連続四球や押し出し死球を与えてしまうなど、2回を投げて被安打4安打、3失点、5四死球といった投球内容だった。10月5日の対埼玉戦（バッティングパレス相石スタジアムひらつか）では、杉浦と同じく高校と大学で野球部未入部である根本和也との異色バッテリーを組んだ。最終的に12試合に登板し、うち先発登板は2試合だった。
当初、独立リーグでのプレーするのは1年間のみと考えており、秋にNPBからドラフト指名がなければ大学に戻って就職活動をする予定としていたが、9月6日の試合前には「もう1年の可能性はある」と来季もNPB入りに挑戦する可能性を示唆した。9月には大学に復学し、オンライン授業での単位取得に励んでいる。
2年目の2021年4月下旬、監督の鈴木から二刀流を勧められ、外野手にも挑戦。BCリーグ公式戦ではないが、読売ジャイアンツ三軍との試合で、実際に外野手として出場している。同年のシーズン終了をもって、「挑戦したいことがある」として自ら球団に申し入れて退団。また、シーズン終了と同時期に大学を卒業している。

### BCリーグ退団後
神奈川退団後の2021年10月に、社会人野球クラブチームの一球幸魂倶楽部に入団した。
2022年3月19日、フランスのプロ野球リーグであるディヴィジオン・アンのモンペリエ・バラクーダスと契約したことが発表された。杉浦のユーティリティー性も評価されており、フランスでも二刀流を継続するだけでなく、内外野問わず様々なポジションで起用されている。1年目は投手としては15回1/3を投げ、1勝2敗2セーブ、防御率0.59、打者としては43打数12安打で打率.279の成績を残す。プレーオフでは体調不良の影響で、1回1/3を投げ、4失点を喫した。
9月14日、同月に行われる第5回WBC予選のフランス代表に選出された。フランスはイギリス、チェコ相手に2連敗し、予選敗退。杉浦はイギリス戦に中継ぎとして登板したが、ハリー・フォードに四球を与えるなど、打者3人相手に被安打1、与四球2の内容で、1アウトもとれずに降板している。
2023年はディヴィジオン・アンのCometz Baseballでプレー。

## 選手としての特徴
直球の最速は152km/h。BCリーグのトライアウト初日のブルペンで、制球を考えずとにかく球速だけ出るフォームで1球だけ全力投球した際に、当時の自己最速である150km/hを記録した。なお、球速が出にくいとされる軟式球でも最速145km/hをマークする。神奈川入団後は不規則に変化する速球を活かした投球をする。かつて変化球はカットボール、スローカーブ、高速スライダー、ツーシームを投げられると自称し、中でもスライダーを得意球としていたが、速球が不規則に変化することに気付いてからはカーブ以外の変化球を封印している。また、野手としてではあるが両投げにも取り組んでおり、利き腕の負担を軽減するため、内野では右投げ、外野では左投げで守れるようにグラブを準備している。
大まかな投球フォームは千賀滉大、腕の振りは山本由伸、肘の抜き方は安樂智大を参考にしている。神奈川での1年目はインステップするフォームを変更し、上から投げるようにしたところ、体の使い方が合わずスピードも制球力も落ちてしまった。結果、球がストライクゾーンになかなか入らず、13回2/3を投げて与四死球22という制球力の無さを露呈した一方で、奪三振は10を記録した。
投手として神奈川から指名を受けたが、もともとは外野手志望であり、BCリーグのトライアウトでは打者としても受験している。打撃フォームはジアンカルロ・スタントンを手本にしたスタンスで、チームメイトから助っ人外国人のようだと言われる。神奈川での合同自主トレーニングで打撃へのこだわりも強いことをアピールし、視察に来ていた監督の鈴木尚典から二刀流構想を引き出させ、実際に2年目には「野球をやっていく中で（成長の）種になるかもしれない」と杉浦に二刀流挑戦を勧めた。2019年に軟式球のロングティーでの飛距離を競うイベント「ロンティーキング関東大会 2nd」（株式会社ベースボールジャパン主催）に参加した際、112mの飛距離を記録している。また、右投げで遠投129mの強肩の持ち主で、「強肩王決定戦」（鳥取県商工会議所青年部主催）の第2回・第3回で優勝している。50m走は6秒2。
神奈川監督の鈴木からは「恵まれた体格、バネは天性のものがある」「うまく開花してくれたら、NPBも狙える選手」と評価されている。

## 人物
「人にやらされることが苦手」と語り、高校時代に野球部に所属しなかったのは厳しいことが評判だったためである。「自分で考えてうまくなっていくのが、野球の楽しさ」だという持論がある。
高校時代はバドミントン部に、大学時代は草野球に身を置いていたことから、中学での部活動以来、専門的な野球指導を受けたことがなく、インターネット上の動画を参考にしつつ独学でトレーニングしていた。他の選手の動きを見ただけで全体像を把握し、自分の中に落とし込める物真似の能力に長けており、「上手くなるために手っ取り早いのはプロ野球選手のマネをすること」と考え、更にそこから、ベースとなる自身の身体にマッチするフォームを当てはめていくという手法でフォームを作り上げた。自身の基礎をつくった練習方法はシャドーピッチングであるといい、2019新型コロナウイルスの影響で神奈川の活動が中止となり、実家で自主練習を行わなければならなくなった際には自室に人工芝を敷いてシャドーピッチングの環境を整えた。
大学1年生のとき草野球の試合中に自打球で眼窩底を骨折したことから、ゴーグル（サングラス）を着用してプレーするようになる。また、着用するきっかけになった球場は鹿沼公園軟式野球場である。
自身が立ち上げた草野球チーム「相模台Raiders」では、自チームのみならず相手チームにもヘルメットの必着、施設内の禁煙を徹底させていた。これは、過去に中学校校庭で練習試合をした際に、相手チームの一部選手がタバコをポイ捨てして問題になった経緯があったためという。
憧れの野球選手は吉田正尚、山本由伸。当初は独立リーグやプロに行きたいという気持ちはなかったが、大学の野球サークルから休学してBCリーグに進んだ笠井崇正の存在を知ってから、大学在学中の独立リーグ入団を考え始めるようになった。
母親はフランス出身。そのため、ワールド・ベースボール・クラシックではフランス代表としての出場資格を有する。

## 詳細情報

### 独立リーグでの投手成績
| 年 度     | 球 団     | 登 板 | 先 発 | 完 投 | 完 封 | 無 四 球 | 勝 利 | 敗 戦 | セ 丨 ブ | ホ 丨 ル ド | 勝 率 | 打 者 | 投 球 回 | 被 安 打 | 被 本 塁 打 | 与 四 球 | 敬 遠 | 与 死 球 | 奪 三 振 | 暴 投 | ボ 丨 ク | 失 点 | 自 責 点 | 防 御 率 | W H I P |
| --------- | --------- | ----- | ----- | ----- | ----- | -------- | ----- | ----- | -------- | ----------- | ----- | ----- | -------- | -------- | ----------- | -------- | ----- | -------- | -------- | ----- | -------- | ----- | -------- | -------- | ------- |
| 2020      | 神奈川    | 12    | 2     | 0     | 0     | 0        | 0     | 0     | 0        | 0           | .000  | 75    | 13.2     | 12       | 0           | 17       | -     | 5        | 10       | 5     | 0        | 13    | 11       | 7.24     | 2.12    |
| 2021      | 神奈川    | 12    | 0     | 0     | 0     | 0        | 0     | 0     | 0        | 0           | .000  | 51    | 9.2      | 10       | 0           | 9        | -     | 3        | 7        | 3     | 0        | 8     | 7        | 6.52     | 1.97    |
| 通算：2年 | 通算：2年 | 24    | 2     | 0     | 0     | 0        | 0     | 0     | 0        | 0           | .000  | 126   | 23.1     | 22       | 0           | 26       | -     | 8        | 17       | 8     | 0        | 21    | 18       | 6.94     | 2.06    |

- 2021年度シーズン終了時

### 背番号
- 34 （2020年 - 2022年）
- 22 （2023年 - ）

### 代表歴
- 2023 ワールド・ベースボール・クラシック・フランス代表（予選）